# Jean-François Fournier
Pour les articles homonymes, voir Fournier.
Vous pouvez aider à l'améliorer ou bien discuter des problèmes sur sa page de discussion.
- Il ne cite pas suffisamment ses sources. Vous pouvez indiquer les passages à sourcer avec {{référence nécessaire}} ou {{Référence souhaitée}}, et inclure les références utiles en les liant aux notes de bas de page. (Marqué depuis janvier 2022)
- Certaines informations devraient être mieux reliées aux sources mentionnées dans la bibliographie ou les liens externes. Améliorez sa vérifiabilité en les associant par des références. (Marqué depuis janvier 2022)

- Archive Wikiwix
- Bing
- Cairn
- DuckDuckGo
- E. Universalis
- Gallica
- Google
- G. Books
- G. News
- G. Scholar
- Persée
- Qwant
- (zh) Baidu
- (ru) Yandex
- (wd) trouver des œuvres sur Wikidata

Jean-François Fournier, né le 12 janvier 1966 à Saint-Maurice, est un journaliste et écrivain suisse. 
Il a notamment été rédacteur en chef du Le Nouvelliste et de la Revue automobile.

## Biographie
Après un baccalauréat philosophie-lettres anciennes à l'Académie de Grenoble, il fréquente l'Université de Fribourg puis, il décide de se consacrer au journalisme, et fréquente le Centre romand de formation des journalistes. Il travaille pour la presse écrite : le Journal de Genève, Le Nouveau Quotidien, Le Matin Dimanche, Le Matin, L'Hebdo, comme pour la télévision et la radio, avant de s'installer au Canada.
Premier Prix de poésie de l'Association valaisanne des écrivains en 1983, il reçoit en 1988 le Prix de journalisme du Conseil de l'Europe et, en 1998, le canton du Valais lui décerne le Prix d'encouragement pour l'ensemble de sa production littéraire. Finaliste du Prix Hemingway en 2021. Double finaliste du Prix de la Nouvelle Érotique (PNE) en 2022 et 2023.
Il était rédacteur en chef du quotidien valaisan Le Nouvelliste, jusqu'en octobre 2013. Il a dirigé ensuite la Revue Automobile, plus vieux journal automobile européen. Puis administré le Théâtre du Baladin et officié comme Délégué culturel de la commune de Savièse.

## Publications
Tantôt romancier, dramaturge, poète ou biographe, il compte à son actif un nombre considérable de titres, de recueils de poèmes, huit romans "Alcools de Vienne", "Jacques, fils du tonnerre", "Triptyque", "La Nuit qui tua Juan Don", "Acqua Alta", "Le Chien", "Le Village aux trente cercueils", "Les Démons du pierrier", un drame lyrique "Don Maifisto", ainsi qu'une grande étude sur le peintre Egon Schiele.
- Alcools de Vienne (roman), L'Âge d'Homme, Lausanne, 1989[4]
- Jacques, fils du tonnerre (roman), L'Âge d'Homme, Lausanne, 1994[4]
- Triptyque (roman), Éd. l'Hexagone, Montréal, 1998[4]
- Acqua alta (roman), L'Âge d'Homme, Lausanne, 2000[4]
- La nuit qui tua Juan Don (roman), L'Âge d'Homme, Lausanne, 2002[4]
- Par-dessus le vide (poésie), Éd. La Matze, Sion, 1987[4]
- Expo.02 : c'est ça, la Suisse ? (collectif, critique d'art), L'Âge d'Homme, Lausanne, 2002
- Egon Schiele ou la décadence de Vienne, 1890-1918 (biographie), Éd. Jean-Claude Lattès, Paris, 1992[4]
- Jacques Villeneuve : au nom du père et du fils (biographie), Éd. Chronosports, Saint-Barthélémy, 1996[5]
- Librairie, corps et âmes (collectif), Éd. Vinci, Paris, 1993[5]
- Ligne de métro (collectif), L'Hexagone et VLB éditeur, Montréal, 2002
- Souviens-toi, Nendaz : promenades d'écrivains (collectif), Éd. IGN, Nendaz, 2003
- Don Maifisto (théâtre lyrique, hommage au poète Lenau, avec une musique de scène originale du compositeur suisse Henri-Louis Matter), Éd. Vinci, Paris, 1993[4].
- Jérôme Rudin: Peindre, c'est tout, éditions Xénia, 2011[6].
- En 2015, création, avec l'éditeur Slobodan Despot, de la lettre d'information numérique Antipresse[7],[8].
- Raphy Knupfer, catalogue d'exposition, 2015
- Treize (collectif), éditions Versus, 2016
- Le Chien (roman), éditions Xénia, 2017[9]
- Le Village aux trente cercueils (roman), éditions Xénia, 2018
- Les démons du pierrier (roman gore), éditions Gore des Alpes, 2020
- Vignoble et vignerons des Côtes de l'Orbe: territoire, patrimoine et histoire, collectif, éditions Attinger, 2021
- Vignoble et vignerons de Lutry: territoire, patrimoine et histoire, collectif, éditions Attinger, 2022
- Ça sent le sapin, collectif, éd. Gore des Alpes, 2021
- Gore de mer, collectif, éd. Gore des Alpes, 2022
- Avis de Pas Sage, collectif des finalistes du Prix de la Nouvelle Érotique (PNE), éd. Au Diable Vauvert, Paris, 2022
- Le Valais gourmand, avec le photographe Pierre-Michel Delessert, éd. Attinger&Château, 2023[10]
- Un Galgo ne vaut pas une Cartouche (roman), éditions Olivier Morattel France, 2023

## Sources
- « Jean-François Fournier », sur la base de données des personnalités vaudoises sur la plateforme « Patrinum » de la Bibliothèque cantonale et universitaire de Lausanne.
- Anne-Lise Delacrétaz, Daniel Maggetti, Écrivaines et écrivains d'aujourd'hui, p. 117
- Roger Francillon, Histoire de la littérature en Suisse romande, vol. 4, p. 441
- Sabine Leyat, Les auteurs du Valais romand 1975-2002, p. 67